# The Sisterhood of the Traveling Pants
The Sisterhood of the Traveling Pants (bra: Quatro Amigas e um Jeans Viajante; prt: Quatro Amigas e um Par de Calças) é um filme norte-americano de 2005, baseado no livro de mesmo nome por Ann Brashares e realizado pela Warner Bros. Pictures. Foi dirigido por Ken Kwapis e escrito por Delia Ephron.
A produção do filme foi fixada em US$25 milhões. O DVD foi lançado nos Estados Unidos em 11 de outubro de 2005 e traz comentários de Amber Tamblyn, Alexis Bledel, Blake Lively, America Ferrera e cenas deletadas (comentadas por Kwapis).

## Sinopse
Quando chegam as férias de verão do ensino médio, quatro inseparáveis amigas resolvem usar calças jeans apertadas como forma de se manter em contato durante as férias, apesar da separação.

## Elenco
| Ator                    | Personagem                              |
| ----------------------- | --------------------------------------- |
| Alexis Bledel           | Lena Kaligaris                          |
| America Ferrera         | Carmen Lucille Lowell                   |
| Amber Tamblyn           | Tabitha (Tibby) Anastasia Tomko Rollins |
| Blake Lively            | Bridget Vreeland                        |
| Bradley Whitford        | Albert "Al" Lowell                      |
| Jenna Boyd              | Bailey Graffman                         |
| Kyle Schmid             | Paul Rodman                             |
| Kristie Marsden         | Olivia Foster Godman                    |
| Nancy Travis            | Lydia Rodman Garcia                     |
| Rachel Ticotin          | Selena (Sely) Costely Pigolli           |
| Mike Vogel              | Eric Moghtayd Lorey                     |
| Michael Rady            | Kostos Douras                           |
| Leonardo Nam            | Brian McBrian                           |
| Maria Konstadarou       | Yia Yia                                 |
| George Touliatos        | Papou (Carlos Ryder)                    |
| Ernie Lively            | Leon Sefare Halay                       |
| Ana Martini             | Jubileu Hoomam                          |
| Luiz Fernando Rodrigues | Chansey Fairy                           |
| Gabriel Freitas         | Spida Maneway                           |
| Murilo Fernandes        | Aza Kishapusa                           |
| Carolina Ue             | Kaolla Roitman                          |
| Ernie Lively            | Senhor Vreeland                         |
| Inês Daniela            | Pequena Neixa                           |

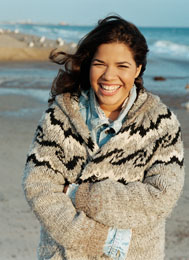
America Ferrera interpretou Carmen Lowell
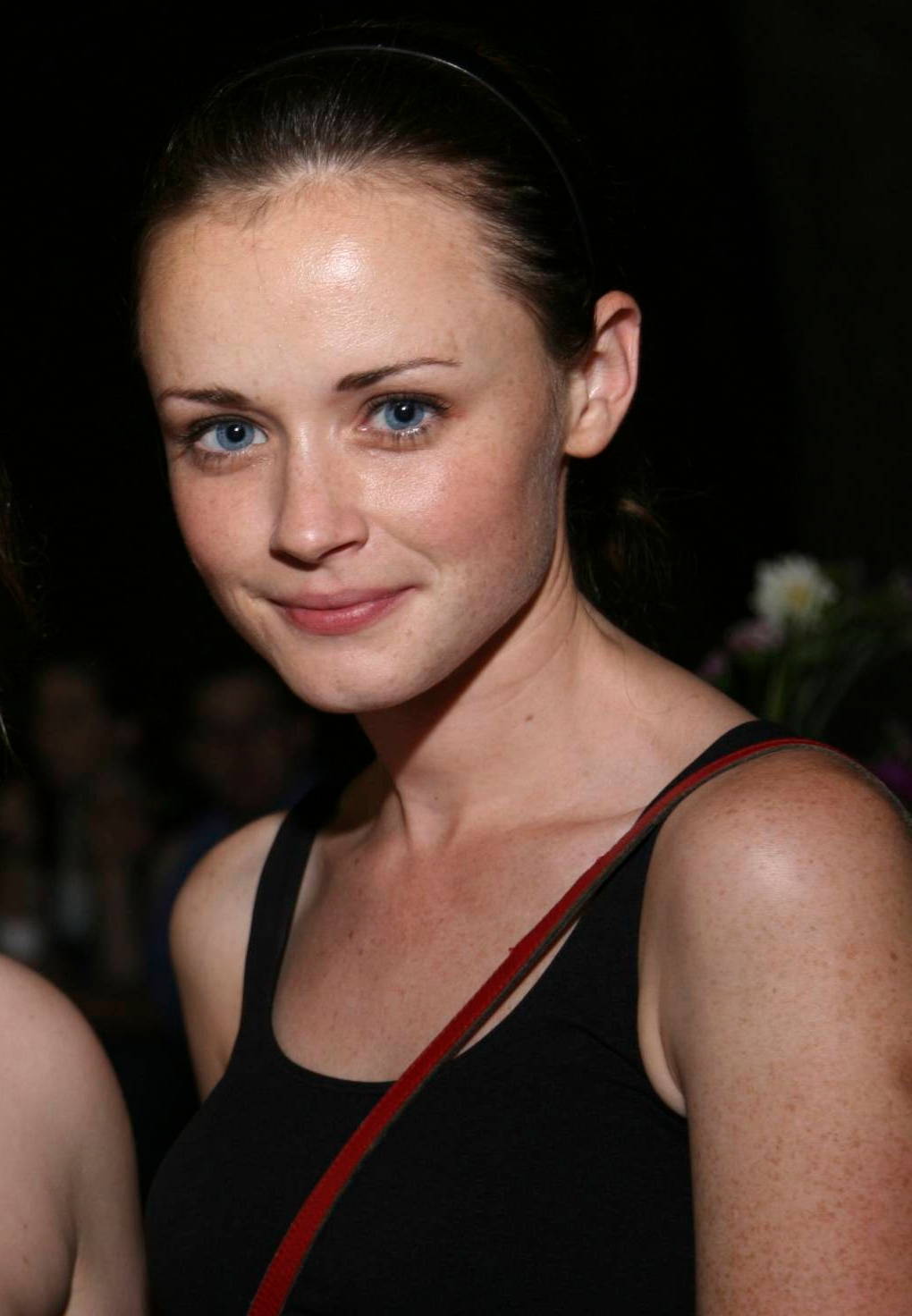
Alexis Bledel interpretou Lena Kaligaris
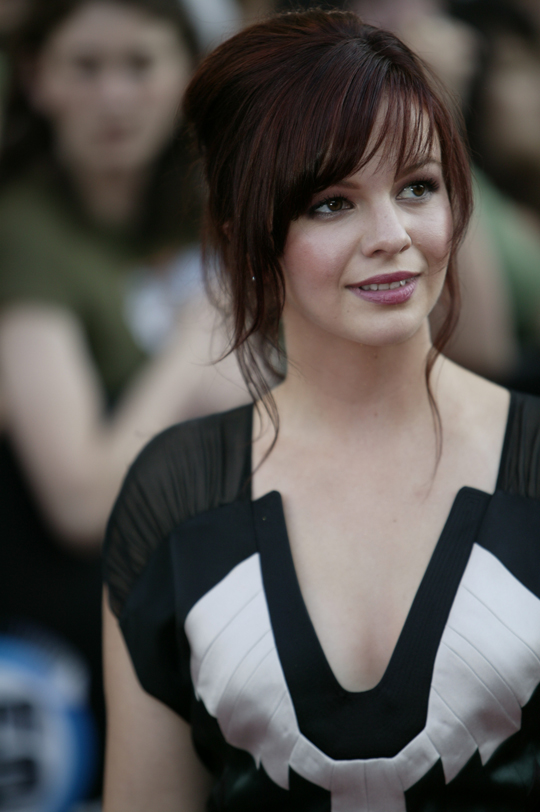
Amber Tamblyn interpretou Tibby Rollins
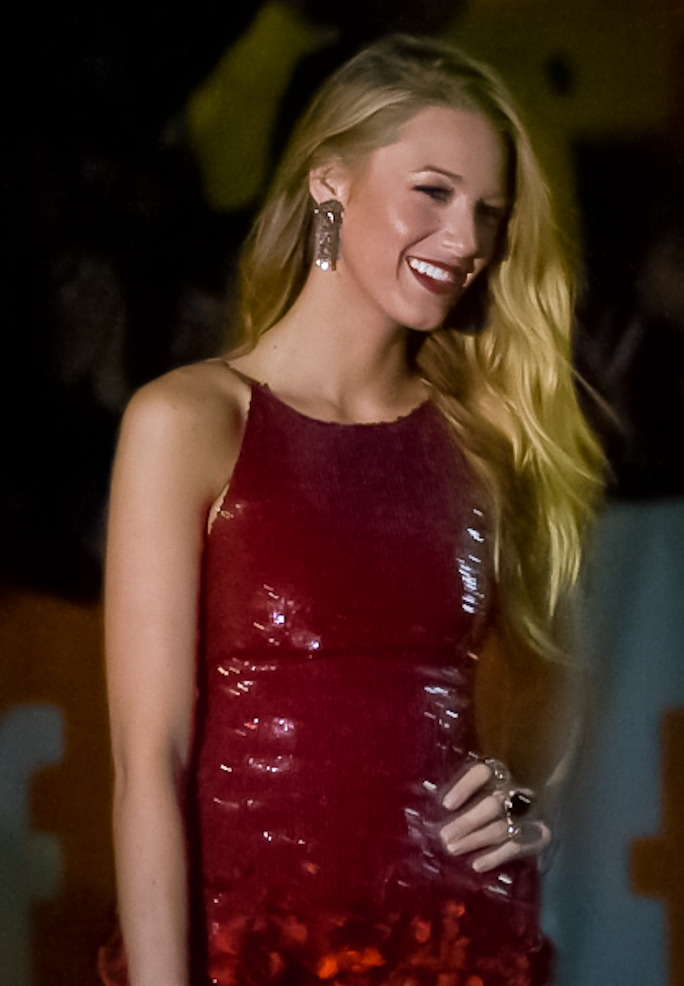
Blake Lively interpretou Bridget Vreeland